# William Cranch Bond
William Cranch Bond (9. září 1789 – 29. ledna 1859 Cambridge) byl americký astronom a první ředitel observatoře Harvardovy univerzity.

## Životopis
William Cranch Bond se narodil 9. září 1789 ve Falmouthu ve státě Maine. V mládí se jeho otec William Bond po neúspěšném obchodním podniku stal hodinářem. Učil se u svého otce a začal se zajímat o inženýrství. Své první hodiny sestrojil, když mu bylo patnáct let. Nakonec převzal otcovu živnost a sám se stal odborným hodinářem.
Zájem o astronomii v něm zbudil pohled na zatmění Slunce v roce 1806. Když si postavil svůj první dům, udělal si z jeho obývacího pokoje hvězdárnu s otvorem ve stropě, odkud mohl pozorovat oblohu dalekohledem.
V roce 1815 se odjel do Evropy, aby na objednávku Harvardovy univerzity shromáždil informace o evropských observatořích.
V roce 1839 mu bylo umožněno převézt své osobní astronomické vybavení na Harvard, kde začal působit jako neplacený pozorovatel. Na univerzitě vzbuzoval zájem o astronomii a o několik let později škola koupila dalekohled německé výroby, který se svou velikostí vyrovnal největšímu dalekohledu na světě té doby. Ve stejném roce se stal historicky prvním ředitelem školy.
Se svým synem Georgem Phillipsem Bondem objevili Saturnův měsíc Hyperion. Nezávisle na něm jej ve stejné době objevil William Lassell ve Velké Británii a oběma se připisují zásluhy. Dále se věnovali pozorování prstenců. Ve spolupráci s Johnem Adamsem Whipplem se stali průkopníky astrofotografie a pořídili první snímek hvězdy (Vega, 1850). Celkem pořídili 200 až 300 snímků nebeských objektů.
V roce 1852 byl zvolen členem Americké filozofické společnosti.
William Cranch Bond zemřel 29. ledna 1859 ve věku 69 let. Na jeho počest bylo po něm pojmenováno několik planet, mezi něž patří 767 Bondia.

### Osobní život
Dne 18. července 1819 se v Kingsbridge v anglickém Devonu oženil se svou sestřenicí z prvního manželství Selinou Cranchovou, která mu porodila čtyři syny a dvě dcery. Po Selinině smrti v roce 1831 se oženil s její starší sestrou Mary Roope Cranchovou. V roce 1832 byl zvolen členem Americké akademie věd a umění.